# Oribatella similis
Oribatella similis är en kvalsterart som beskrevs av K. Fujikawa 1990. Oribatella similis ingår i släktet Oribatella och familjen Oribatellidae. Inga underarter finns listade i Catalogue of Life.